# Harpalus (Mondkrater)
Harpalus ist ein Einschlagkrater im Nordwesten der Mondvorderseite, nordöstlich des Sinus Roris in der Ebene des Mare Frigoris.
Der Krater weist ausgeprägte Terrassierungen und eine ausgedehnte Ejektadecke in der Umgebung auf. 
Der Zentralberg besteht aus drei Gipfeln.
Östlich von Harpalus liegt der kleine Krater Bouguer.
| Buchstabe | Position           | Durchmesser | Link |
| --------- | ------------------ | ----------- | ---- |
| B         | 56,24° N, 43,78° W | 8 km        |      |
| C         | 55,59° N, 45,25° W | 10 km       |      |
| E         | 52,76° N, 50,98° W | 8 km        |      |
| G         | 53,62° N, 52,27° W | 10 km       |      |
| H         | 53,79° N, 53,32° W | 8 km        |      |
| S         | 51,54° N, 50,39° W | 5 km        |      |
| T         | 50,11° N, 49,57° W | 4 km        |      |

Der Krater wurde 1935 von der IAU nach dem griechischen Astronomen Harpalos offiziell benannt.
In den US-amerikanischen Science-Fiction-Film Endstation Mond (Destination Moon) von 1950 landet das Raumschiff der Expedition im Krater Harpalus.